# سازند گرو
سازند گرو از سازندهای زمین‌شناسی زاگرس با سن کرتاسه (نئوکومین –آپتین) است. نام این سازند از تنگ گرو در کبیرکوه (بین لرستان و ایلام) گرفته شده است. برش الگوی این سازند در ۱۰ کیلومتری شمال شرقی روستای قلعه دره در یال جنوب غربی کبیرکوه انتخاب شده است و ضخامت سازند سرگلو در این مقطع ۸۱۴ متر است.
سنگ‌شناسی سازند گرو شامل تناوب آهک‌های بسیار رسی سیاه تا خاکستری تیره حاوی رادیولاریت با شیل‌های سیاه‌رنگ بیتومین‌دار پیریتی و چرتی است. در لرستان این سازند شیلی است ولی به طرف کناره‌های حوضه و فروافتادگی دزفول کربناته می‌شود. سازند شیلی گرو در یک دریای عمیق ته‌نشین شده است که در کف آن تقریباً شرایط احیا وجود داشته است که موجب ته‌نشینی پیریت و عدم گسترش موجودات کف‌زی شده است، ولی موجودات نکتون و پلانکتون در آن زیاد یافت می‌شود.